# 多治比县守
多治比縣守（日语：／ Tajihi no Agatamori，天智天皇7年（668年） - 天平9年農6月23日 （737年7月25日））是日本奈良時代的貴族。左大臣・多治比嶋之子。姓真人。名并书县守。
養老时在遣唐使节团（717年-718年）任遣唐押使后、历任按察使、征夷大将軍、因729年長屋王之变时任臨時参議，屡进至中納言、正三位。

## 生涯
虽生年日月并无明記的史料、但据《公卿補任》所记载的「天平9年（737年） 薨、年七十」可推断生于天智天皇7年（668年）。多治比氏拥有皇族出身、县守其父・嶋晩年更曾任左大臣等职，可谓是权倾一时的名门望族。

### 出任遣唐押使
灵龟2年（716年）農8月20日 、被任命为遣唐使节团中的遣唐押使、翌灵龟3年（養老元年）3月9日 (农历)赐下節刀。虽无渡唐行程詳細記録、但估计是六七月孟夏自南路長江河口部或杭州抵达。到达長安已是開元5年（717年）農10月1日 。与遣唐使同赴唐国的留学生有阿倍仲麻呂、吉備真備、井真成，留学僧玄昉等人、且使節团人数较前回大宝2年的一倍以上，计557人（船4隻）的大規模使节团。養老2年（718年）10月20日、使節団无一人牺牲，平安回国，是为壮举。
養老3年（719年）農7月13日 、作为新設的一名按察使，管理相模国・上野国及下野国，并被任命为武蔵国司、後再任播磨国按察使。

### 征夷将軍之路
養老4年（720年）農9月28日 、蝦夷反乱，陸奥国按察使上毛野廣人被害，这也是史上第一次大規模的蝦夷叛乱。时值藤原不比等刚于農8月3日死去，長屋王掌权不久、对叛乱报告迅速应对。農9月29日 、縣守因统率遣唐使使節团的統率力与曾任東国武蔵国守的经验を第二次被赐下節刀，任征夷将軍。
此次蝦夷反乱的詳細及、按察使上毛野廣人被殺害状況虽说不明，但据宮城县大崎市所在的官衙遺跡的权現山遺跡・三輪田遺跡与南小林遺跡因火災废絶的情况、可以推定这些遺跡烧正是因为養老4年的这次反乱、可以认为反乱正是从这大崎地方兴起。縣守在任征夷将軍半年後的養老5年（721年）農4月5日平叛还师、農6月26日 任中務卿。

### 長屋王之变
神龟6年（729年）農2月長屋王之变之際、与左大弁・石川石足、弹正尹・大伴道足一同臨時任参議、天平4年（732年）農1月20日 中納言升任、天平6年（734年）農1月17日叙正三位。農8月17日 、任山阴道節度使制备了因幡国・伯耆国・出雲国・石見国・安艺国・周防国・長門国的警固式。
天平7年（735年）農2月27日 、入日京的新羅使转达国号改为「王城国」、县守谴责了無故更改国号并驱逐了新罗使者。天平9年（737年）農6月23日薨去。因当時流行天花而去的假说也存在。

## 系譜
- 父：多治比嶋
- 母：不詳
- 妻：不詳
  - 男子：多治比国人
  - 女子：丹比郎女（大伴家持之母？）

## 脚注
1. 1 2 3  《日本古代中世人名辞典》, p.617
2. ↑  高島 (1969), pp.10-11
3. 1 2  上田 (2006), p.83
4. ↑  上田 (2006), pp.80-81
5. ↑  上田 (2006), p.79
6. ↑  鈴木 (2008), p.44
7. 1 2  鈴木 (2008), pp.45-46
8. ↑  鈴木 (2008), p.45
9. 1 2  《朝日日本歴史人物事典》, p.1015